# Daucus rouyi
Rouya polygama, Thapsia polygama · Thapsie de Rouy
Espèce
Daucus rouyi (synonymes Rouya polygama,Thapsia polygama), la Thapsie de Rouy, est une espèce de plantes à fleurs de la famille des Apiaceae. D'abord classée dans le genre Thapsia, puis considérée comme la seule espèce du genre Rouya, elle est depuis 2016 rattachée au genre Daucus.
C'est une plante herbacée vivace à port étalé, d'une hauteur de 15 à 50 cm, à fleurs blanches réunies en ombelles, à fruits ailés permettant la dispersion des graines par le vent. Elle est endémique de Corse, de Sardaigne, et du littoral entre l'Algérie et la Tunisie, où elle pousse principalement dans les dunes.

## Taxonomie
L'espèce est décrite en premier par René Desfontaines en 1798, qui la classe dans le genre Thapsia sous le nom binominal Thapsia polygama, dans sa Flora Atlantica ,,. En 1901, Auguste-Henri de Coincy crée le genre Rouya contenant une seule espèce : Rouya polygama. L'espèce est déplacée en 2016 par Krzysztof Spalik & Jean-Pierre Reduron qui, à la suite d'études phylogénétiques, la classent dans le genre Daucus sous le nom Daucus rouyi,. L'épithète spécifique rouyi, sur l’exemple du nom générique Rouya, est dédiée à Georges Rouy. Trois variétés sont décrites par René Charles Joseph Maire en 1932, mais aucune n'est reconnue comme correcte,.
Daucus rouyi a donc pour synonymes, :
- Laserpitium carota Boiss., 1844
- Rouya polygama (Desf.) Coincy, 1901
- Thapsia polygama Desf., 1798
- Thapsia polygama var. glabra Maire, 1932
- Thapsia polygama var. hispida Maire, 1932
- Thapsia polygama var. tenuisecta Maire, 1932

Elle est nommée en français « Thapsie de Rouy »,. On retrouve également les appellations « Thapsie polygame » et « Rouya à fruits nombreux ». Elle est nommée en italien Firrastrina bianca,.

## Description

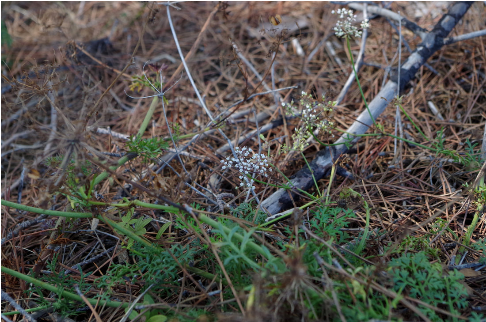
Aspect général.
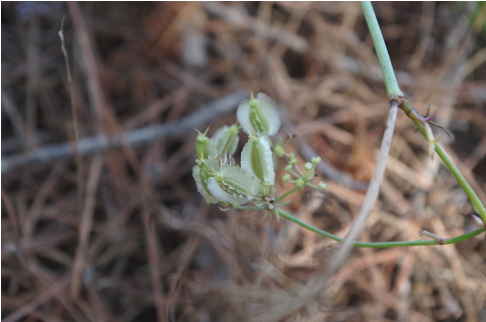
Fruits.
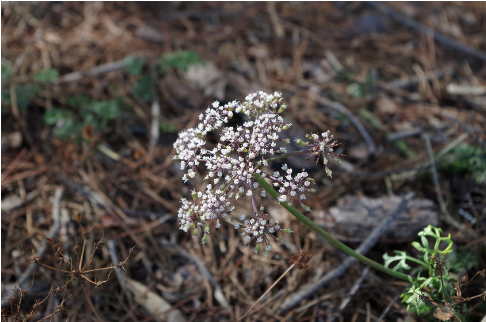
Inflorescence.
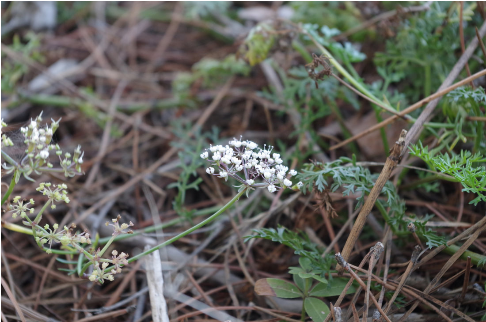
Inflorescence.

### Appareil végétatif
C'est une plante vivace à port étalé, à tiges couchées-dressées, hispides-blanchâtres, rameuses, de 15 à 50 cm de longueur. Les feuilles basales bi-tripennatiséquées sont à segments ultimes profondément lobés, glabres en dessus, glabrescents en dessous.

### Appareil reproducteur
Les fleurs sont blanches, réunies en ombelles terminales de grande taille (jusqu’à 8 cm de diamètre), formées de 10 à 20-25 rayons, et les ombelles latérales sont plus réduites. L'involucre et l'involucelle sont à 5-7 bractées persistantes, linéaires-lancéolées, entières ou trifides. Les sépales sont persistants en alène aiguë. Les pétales sont entiers ou émarginés. Le fruit est ovale ou elliptique, vert clair ou rose, comprimé dorsalement, à ailes légèrement ondulées. La morphologie de la plante, notamment la configuration des entre-nœuds de ses tiges, varie selon la quantité de lumière reçue. Les cellules diploïdes contiennent 20 chromosomes (2n=20).

### Confusions possibles
Par son écologie, sa morphologie et sa distribution géographique, cette espèce se différencie assez aisément des autres ombellifères, notamment au stade fructifère. Cependant, son port et quelques éléments comme la feuille, l'involucre, peuvent rappeler certains Daucus littoraux. Elle s'en distingue par la présence de fruits ailés plutôt qu'épineux. Elle se différencie des Thapsia par son ombelle à la collerette de cinq à sept folioles linéaires, par ses pétales blancs et ses fruits à côtes secondaires nettement ailées et non filiformes et se distingue des Laserpitium par ses pétales entiers, ses stylopodes grêles, ses fruits à côtes principales non ailées et présentant des fleurs polygames, les centrales mâles particulièrement petites.

## Biologie
La plante est hémicryptophyte. Chez les populations naturelles, les graines ont une faible dormance, germent rapidement et de très nombreuses plantules peuvent être observées au printemps et à l’automne, mais la plupart disparaissent rapidement du fait probablement de la chaleur estivale et du manque d’eau. L’humidité hivernale, les températures ne dépassant pas 25 °C, ainsi qu'une salinité n'excédant pas 200 mM de NaCl sont des conditions optimales pour une bonne croissance des semis ; les quelques mois avant la sécheresse estivale leur permettent de s’installer et de développer un système racinaire capable de chercher l’eau en profondeur. La croissance de cette espèce semble lente en milieu naturel : il se passe en effet plus d’un an avant la première floraison, qui se produit de juin à octobre, avec un maximum de juin à août. La fructification a lieu d’août à septembre-octobre, la maturation des fruits étant assez longue. L'espèce est très probablement allogame et entomophile, c'est-à-dire que la pollinisation est faite par les insectes, avec parfois des possibilités d’autogamie. La configuration florale semble très particulière avec deux types d’ombelles, terminal et latéral, comportant le plus souvent une majorité de fleurs mâles, avec quelques fleurs hermaphrodites seulement dans les ombelles terminales et, au total, une faible proportion de fleurs aptes à former des semences. La dissémination des graines se fait par le vent du fait de la présence d’ailes sur les graines. La présence de germacranolide permet à la graine de lutter contre des parasites tels que les larves d'Artemia salina.

## Habitat et écologie

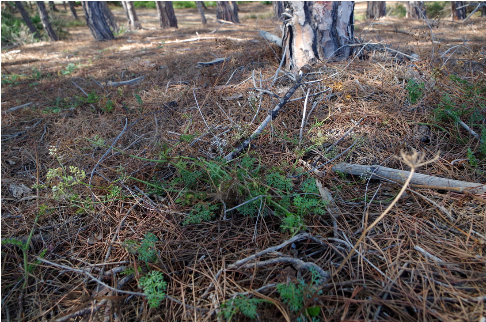
Thapsie de Rouy dans une pinède à Pin parasol en Sardaigne.

L'espèce est exclusivement littorale ; elle pousse dans les sables des dunes fixées et les cordons littoraux sablo-graveleux. C'est une espèce semi-héliophile : elle se développe bien à la lumière, mais avec une ombre légère, en particulier pour le bon développement des plantules. Elle semble bien résister aux embruns salés.
La plante pousse de préférence au sein des formations chaméphytes à Scrophulaire rameuse (Scrophularia  ramosissima) et dans les ourlets à Osyris blanc (Osyris alba) en avant des maquis littoraux, dans les fourrés à Genévrier à gros fruits (Juniperus  oxycedrus subsp. macrocarpa),,. La Thapsie de Rouy croît également de façon plus ou moins accidentelle dans les agropyraies primaires ou secondaires superposées aux précédents groupements à la suite d’érosion marine et de remobilisation sableuse ; dans la végétation vivace des dunes meubles ; dans les sous-bois clairs des pinèdes littorales à Pin pignon (Pinus pinea) ou Pin maritime (Pinus pinaster),,. En Sardaigne, la Thapsie de Rouy semble être aussi implantée dans diverses associations végétales herbacées et préforestières du littoral. La Thapsie de Rouy présente donc une réelle plasticité écologique, de substrat, de luminosité, comme d'ambiance  végétale. Elle se situe dans les groupements végétaux d’arrière-dunes, sur sables fixés, mais peut également se comporter comme une plante pionnière, de milieux ouverts.

## Répartition
Son aire de répartition est très restreinte. L'espèce est présente en Corse, en Sardaigne, et sur le littoral à la frontière entre Algérie et Tunisie (la Numidie),,,,.
Il existe en Corse une quinzaine de populations très localisées et parfois très proches les unes des autres, présentes dans un rayon de quelques kilomètres autour de Porto-Vecchio. Le vent dispersant les graines, les pieds poussent assez isolés les uns des autres, mais l'extension des populations est faible en dehors des stations existantes, alors que des milieux dunaires proches semblent favorables pour l'espèce. En Sardaigne, l'espèce a été signalée dans neuf localités.

## Menaces et conservation
L'espèce, sous le nom Rouya polygama, est classée « en danger » par l'UICN à l'échelle européenne, et « espèce vulnérable » (VU) à l'échelle de la France et en Corse. Elle est aussi inscrite à l'annexe II de la directive « Habitats » et à l'annexe I de la Convention de Berne.
En Corse, son habitat naturel et sa localisation géographique très limités rendent l'espèce vulnérable. Elle pousse dans des secteurs littoraux très touristiques, en grande partie urbanisés et artificialisés. Facteur aggravant, l’importante fréquentation de l’été s’exerce en même temps que le cycle de végétation et principalement durant la période de reproduction. Elle doit également faire face à la concurrence des Griffes de sorcière (Carpobrotus edulis), espèces envahissantes. Les menaces qui pèsent sur la Thapsie de Rouy sont donc essentiellement liées à l’altération et à la destruction de son habitat, par l’urbanisation et les aménagements littoraux, la surfréquentation et le piétinement, le nettoyage des plages par le broyage et l’emploi d’engins mécaniques, et l’envahissement par des plantes exotiques,.
Le bilan des opérations de conservation in situ réalisées entre 1987 et 2004 en Corse montre que l'introduction de plants et de semences sur des stations dunaires appartenant au Conservatoire du littoral se solde par une réussite pour un faible coût,.